# Résolution 1261 du Conseil de sécurité des Nations unies
Membres permanents
- Chine
- États-Unis
- France
- Royaume-Uni
- Russie

Membres non permanents
- Argentine
- Bahrain
- Brésil
- Canada
- Gabon
- Gambie
- Malaisie
- Namibie
- Pays-Bas
- Slovénie

Résolution no 1260 Résolution no 1262
La résolution 1261 du Conseil de sécurité des Nations unies, adoptée à l'unanimité le 25 août 1999, condamne le ciblage des enfants dans les conflits armés, y compris le recrutement et l'utilisation d'enfants soldats. Ce fut la première résolution du Conseil de sécurité sur ce sujet.
Le Conseil de sécurité a été informé avant l'adoption de la résolution que 300 000 enfants âgés de sept ou huit ans servaient comme soldats, guérilleros ou dans des rôles de soutien dans des conflits armés dans plus de 30 pays à travers le monde. Il a également été dit que les guerres et les conflits armés des dix dernières années avaient tué 2 millions d'enfants. 

## Résolution

### Préambule
Le préambule de la résolution faisait état des efforts récents visant à mettre fin à l'utilisation d'enfants soldats en violation du droit international, notamment Convention sur les pires formes de travail des enfants (Convention 182 de l'Organisation internationale du travail) et du Statut de Rome de la Cour pénale internationale, qui interdit la conscription forcée des enfants de moins de 15 ans dans les forces armées ou la participation à des crimes de guerre.

### Dispositif
Le Conseil de sécurité a exprimé sa préoccupation quant aux effets des conflits armés sur les enfants et par leurs effets à long terme sur la paix, la sécurité et le développement. Il a fermement condamné le ciblage des enfants dans les conflits par le meurtre, mutilation, les violences sexuelles, les enlèvements, le déplacement forcé ou la conscription dans les forces armées. Toutes les parties concernées ont été appelées à respecter leurs obligations en vertu du droit international, en particulier les Conventions de Genève et la Convention relative aux droits de l'enfant, ainsi qu'à traduire les contrevenants en justice. Les parties ont également été invitées à assurer la protection des enfants (en particulier en ce qui concerne les violences sexuelles) et à prendre au sérieux leur bien-être et leurs droits lors des négociations de paix ainsi qu'à faciliter en outre l'acheminement de l'aide humanitaire aux enfants.
Le conseil a soutenu les efforts du Fonds des Nations unies pour l'enfance (UNICEF), du Haut Commissariat des Nations unies pour les réfugiés (HCR), de la Commission des droits de l'homme des Nations unies et du représentant spécial du secrétaire général pour les enfants et les conflits armés. Il a souligné l'importance de la sûreté, de la sécurité et de la liberté de mouvement du personnel des Nations unies et du personnel humanitaire et a exhorté tous les pays et le système des Nations unies à mettre fin au recrutement et à l'utilisation d'enfants dans les conflits armés par des efforts politiques et la démilitarisation, la démobilisation, la réhabilitation et la réintégration des enfants soldats. Le Conseil a rappelé les dispositions de la résolution 1209 (1998) concernant les effets de la prolifération des armes sur les groupes vulnérables, en particulier les enfants et a rappelé à cet égard aux États l'exigence de la restriction des transferts d'armes qui provoqueraient ou prolongeraient un conflit. 
La résolution a réaffirmé la volonté du Conseil de sécurité, face à la situation des enfants dans les conflits armés, de :
(a) assurer la fourniture d’une assistance humanitaire à la population civile et prendre en compte les besoins des enfants ;
(b) soutenir la protection et la réinstallation des enfants déplacés par l'intermédiaire du HCR et d'autres organismes ;
(c) prendre en compte l'impact sur les enfants lors de l'adoption de mesures au titre de l'article 41 de la Charte des Nations unies concernant les sanctions ;
(d) envisager des réponses appropriées lorsque des bâtiments ou des sites utilisés par des enfants ont été pris pour cible dans un conflit armé.
Enfin, le Secrétaire général Kofi Annan a été invité à veiller à ce que le personnel des Nations unies ait une formation appropriée sur les droits et le bien-être des enfants et à faire rapport au Conseil avant le 31 juillet 2000 sur la mise en œuvre de la résolution actuelle.

## Résolutions liées
La résolution 1261 (1999) fut la première d'une série de résolutions thématiques adoptées par le Conseil de sécurité sur le sujet des enfants en période de conflit armé,:
- La résolution 1314 (2000) exhorte les États membres qui ne l'ont pas encore fait à ratifier le Protocole facultatif à la Convention relative aux droits de l'enfant, concernant l'implication d'enfants dans les conflits armés ;
- la résolution 1379 (2001) demande au Secrétaire général de dresser une liste de parties à un conflits armé qui recrutent ou utilisent des enfants ;
- la résolution 1460 (2003) demande l'inclusion des questions liées au enfants en période de conflit sur les rapports par pays du Secrétaire général et des mesures concrète pour mettre fin à l'exploitation d'enfants par certaines forces de maintien de la paix ;
- la résolution 1539 (2004) demande un plan d'action pour un mécanisme de signalement et de surveillance complet et systématique et la publication de la liste dans un rapport annuel sur le sujet ;
- la résolution 1612 (2005) a créé ce mécanisme de surveillance et de signalement ainsi qu'un groupe de travail, organe subsidiaire du Conseil de sécurité, pour suivre le travail du mécanisme et faire des recommandations au Conseil ;
- la résolution 1882 (2009) prévoit que le meurtre, la mutilation, le viol et les autres formes de violences sexuelles commises à l'encontre d'enfant en période de conflit emporte inscription sur la liste publique ;
- la résolution 1998 (2011) prévoit que le fait de cibler délibérément des écoles ou des hôpitaux emporte inscription sur la liste publique ;
- la résolution 2068 (2012) renouvelle la détermination du Conseil à imposer des sanctions spécifiques aux auteurs de graves violations des droits des enfants en période de conflit ;
- la résolution 2143 (2014) demande aux États de prendre des mesures pour empêcher l'usage des écoles à des fins militaires et appelle à un meilleure formations de forces armées et de maintien de la paix sur la protection des enfants en temps de guerre et une inclusion de ces questions dans les processus de paix ;
- la résolution 2225 (2015) porte sur l'enlèvement, le déplacement forcé et la déportation d'enfants et dispose que ces faits emportent inscription sur la liste publique ;
- la résolution 2427 (2018) renforce les mécanismes pour lutter contre les violences subies par les enfants en temps de guerre et met en place un cadre pour la protection, le bien-être et l'autonomisation des enfants pendant et après les conflits ;
- la résolution 2601 (2021) souligne la nécessité de poursuivre l'éducation des enfants en période de conflit armé.

## Voir également
- Protocole facultatif sur l'implication des enfants dans les conflits armés
- Résolution 1314 du Conseil de sécurité des Nations unies